# Jüdischer Friedhof (Bretzenheim)

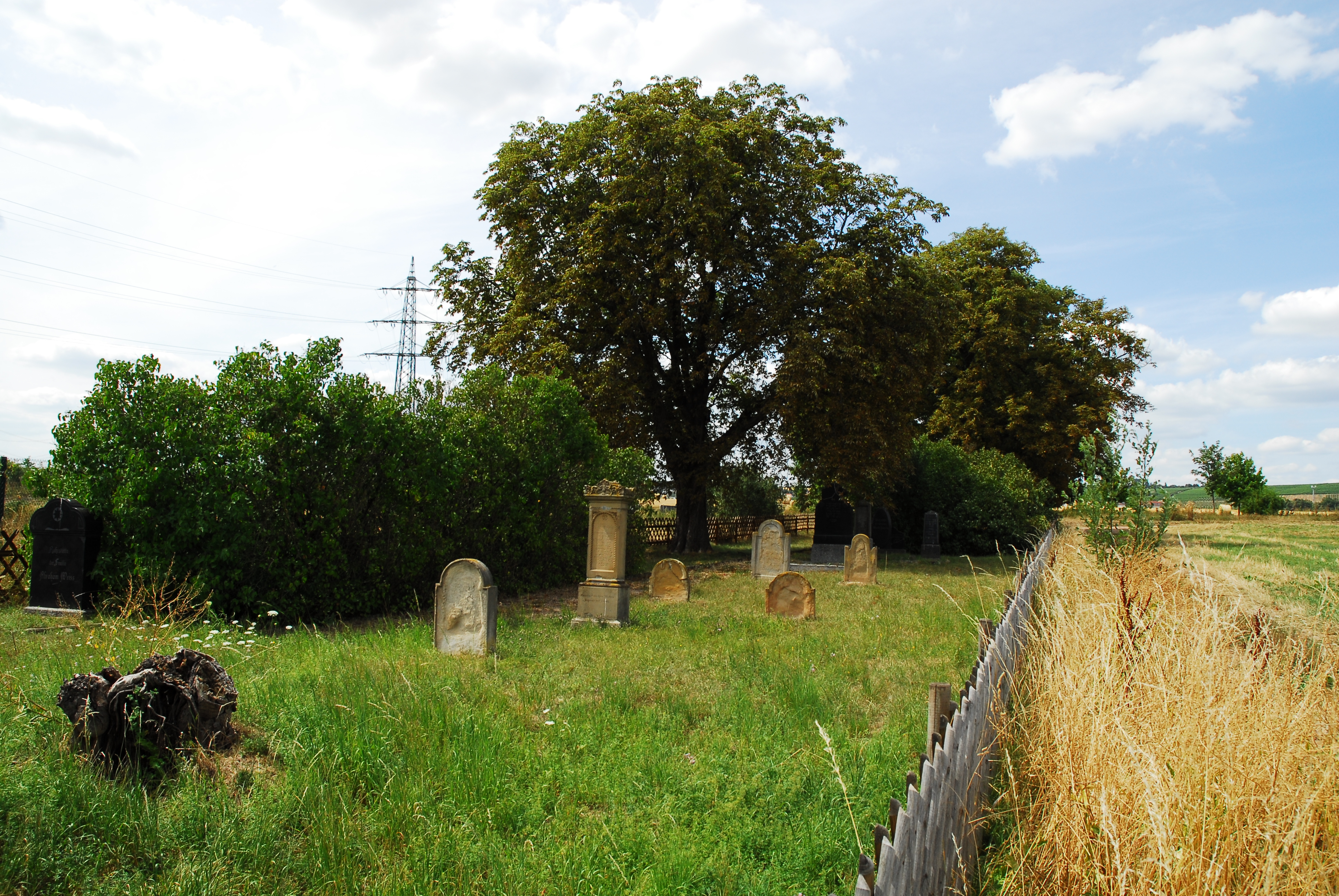
Jüdischer Friedhof in Bretzenheim (2015)

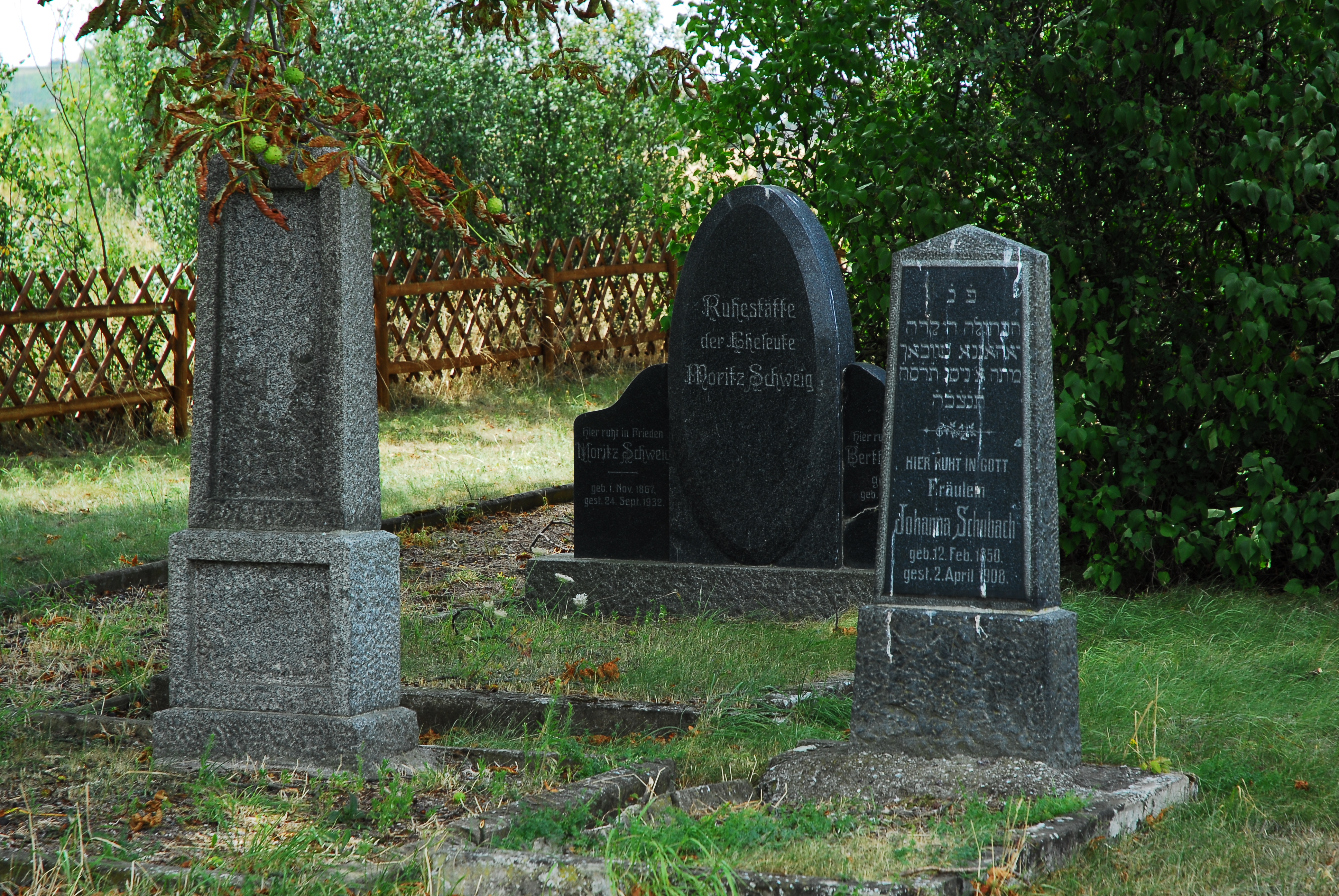
Grabsteine

Der Jüdische Friedhof in Bretzenheim, einer Ortsgemeinde im Landkreis Bad Kreuznach in Rheinland-Pfalz, wurde um 1863 angelegt. Der jüdische Friedhof befindet sich südlich des Ortes in der Flur In der Johanneshohl.

## Geschichte
Der älteste erhaltene Grabstein trägt das Datum vom 25. November 1863, der jüngste datiert vom 24. September 1932. Auf dem Friedhof sind noch zehn Einzel- und drei Doppelgräber erhalten.
In der Zeit des Nationalsozialismus wurden 1941/42 Grabmale umgestürzt. Einige Steine wurden gestohlen und im Ort als Bodenbelag zweckentfremdet.
Anfang 1945 wurden auf dem Friedhof 38 KZ-Häftlinge beigesetzt, die im Bereich von Bad Kreuznach zur Zwangsarbeit gezwungen waren.